# 馬 (中國象棋)

傌、馬棋子

「傌」、「馬」是中國象棋的棋子，每方各有兩枚。紅方為「傌」，黑方為「馬」。“馬”的移動稱爲“跳馬”，走法為：每一回合可以沿任何方向的直线走一步然后沿斜綫一步，即沿著漢字“日”的對角線從一段走向另一端，稱作“馬走日”。但如果馬的隔邻有任何一方的棋子，就不能走往那方向，稱爲 “隔脚马”、“蹩馬腿”、“撬馬腳”、“拐腳”或“擋腳”。
通常情況下，“馬”的攻擊力與“炮”相當；但和炮相比，馬的走法迂迴，看似若無其事，然而八面玲瓏，厲害無比，素有「八面虎」之美名。根據在棋盤上不同的位置有“臥槽馬”“盤河馬”“窩心馬”等名稱。
北宋制式的中國象棋中，傌沒有拐腳的限制，相比之下，強於當時的俥（當時的俥只能向前行，不能後退，而不能轉彎，如同日本將棋的香車）。及至南宋制式發展成當今的走法。
馬為騎兵，傌字的使用是為了分辨敵我，與字義無關。

## 相关术语
- 卧槽马：指进到底象前一格位置的马。既可将军，又可以抽车，是常见的一种凶着。
- 屏风马：一种开局着法（馬二進三和馬八進七），因状如屏风得名。
- 反宫马：开局术语，士角炮加上屏风马的布局。
- 单提马：开局阶段红方走马二进一或马八进九。
- 窝心马、归心马、宫中马：马入宫中，佔據正中心的位置。但很容易卡死本方的將軍，故常言「馬入窩心，老帥發暈」（華語）或「馬入宮中，不死也帶傷」（閩南語）。
- 钓鱼马、高钓马：一方的马占据对方屏风位置，与对方将座的距离形成 “双象连环」。
- 虎头马、相（象）头马：指在己方河口高相位上的马。
- 盘頭马：
- 连环马：指二马成互相连络。
- 马后炮：象棋杀招。
- 先锋马、快马、出林马：先走方挺三兵或七兵，随即进马河口，如同军队行军时的先头部队，故名。